# Krieg der Verrückten

Französische Karte Timors aus dem 18. Jahrhundert, mit „Louka“ im Osten

Der Krieg der Verrückten (portugiesisch guerra de loucos, auch guerra dos doidos) war ein Aufstand gegen die Kolonialmacht Portugal, der vom timoresischen Reich von Luca ausging. Er begann 1777 (nach anderen Quellen 1776, 1779 oder 1781) und endete 1785.

## Geschehen
Erst 1769 waren die Portugiesen aus ihrer alten timoresischen Kolonialhauptstadt Lifau nach Dili vertrieben worden. Der Aufstand vom mächtigen Reich Luca, im Osten der südostasiatischen Insel, erschütterte nun die Herrschaft der Europäer erneut. Im Westen erhoben sich zur selben Zeit Sonbai Kecil und Amakono gegen die Niederländische Ostindien-Kompanie.
Auslöser der Rebellion waren Repressionen der Portugiesen gegen die animistische Religion. Eine „Prophetin“ verkündete den Kriegern, dass die Ahnen sie unterstützen würden, das Joch der Fremden abzuschütteln. Die aufgehetzten Krieger hielten sich für unverwundbar. Entsprechend kämpften sie, was ihnen die portugiesische Bezeichnung „maniacos“ (deutsch Verrückte) einbrachte. Die Bewegung war außerhalb des Machtzentrums von Luca entstanden, doch Lucas Herrscher Sie Dom Sebastião do Amaral (vor etwa 1769 bis etwa 1782) machte sie sich zunutze und unterstützte sie. Die Rebellion breitete sich über mehrere Reiche in der Nachbarschaft aus.
Die Portugiesen antworteten mit der üblichen Reaktion und entsandten ihnen loyale Timoresen, wie das Reich von Viqueque, die die Siedlungen der rebellischen Gebiete zerstörten. Luca verlor auf diese Weise die Vorherrschaft über Venilale, das nun, als Vasall Portugals, ein unabhängiges Reich wurde.
Schließlich wurde die Rebellion von Gouverneur João Baptista Vieira Godinho (1785 bis 1788) niedergeschlagen. Luca gelang es, mit den Portugiesen einen Frieden zu schließen, musste aber den Verlust von Venilale und das Erstarken des Nachbarn Viqueque hinnehmen, das zuvor wahrscheinlich ebenfalls Luca untergeordnet war.